# Craterispermum schweinfurthii
Craterispermum schweinfurthii är en måreväxtart som beskrevs av William Philip Hiern. Craterispermum schweinfurthii ingår i släktet Craterispermum och familjen måreväxter. Inga underarter finns listade i Catalogue of Life.